# Džívan Nedunčežijan
Džívan Nedunčežijan (* 20. října 1988 Čennaí) je indický levoruký profesionální tenista, deblový specialista. Ve své dosavadní kariéře na okruhu ATP Tour vyhrál dva deblové turnaje. Na challengerech ATP a okruhu ITF získal sedm titulů ve dvouhře a třicet dva ve čtyřhře.
Na žebříčku ATP byl ve dvouhře nejvýše klasifikován v srpnu 2014 na 293. místě a ve čtyřhře pak v březnu 2019 na 64. místě. Trénuje ho Matt Anger.
V indickém daviscupovém týmu debutoval v roce 2019 utkáním 1. skupiny asijsko-pacifické zóny proti Pákistánu, v němž vyhrál s Leandrem Paesem čtyřhru. Indové zvítězili 4:0 na zápasy. Do listopadu 2024 v soutěži nastoupil k jedinému mezistátnímu utkání s bilancí 0–0 ve dvouhře a 1–0 ve čtyřhře.
Jeho dědem byl V. R. Nedunčežijan, bývalý ministr financí indického svazového státu Tamilnád, jenž přibližně po tři týdny, v letech 1969 a 1987/1988, také sloužil jako zastupující předseda vlády.

## Tenisová kariéra
V rámci hlavních soutěží událostí okruhu ITF debutoval v září 2004, když na satelit v pákistánském Karáčí obdržel divokou kartu. V úvodním kole neuhrál na Japonce Tošiaki Sakaje ani jeden game. Premiérový singlový titul v této úrovni tenisu vybojoval na listopadové události Futures v Puné, kde z pozice kvalifikanta prošel až do finále. V něm zdolal krajana Višnu Vardhana po dvousetovém průběhu.
Ve dvouhře okruhu ATP World Tour debutoval na lednovém Aircel Chennai Open 2014 v rodném Čennaí. Do soutěže obdržel divokou kartu od pořadatelů. V prvním kole však nestačil na českého hráče Jiřího Veselého ve dvou setech. Do premiérového finále na okruhu ATP Tour postoupil na témže turnaji, když v deblové soutěži Aircel Chennai Open 2017, hrál po boku krajana Rohana Bopanny. Ve finálovém duelu porazili indickou dvojici Purav Radža a Divij Šaran ve dvou sadách.

## Finále na okruhu ATP Tour

### Čtyřhra: 4 (2–2)
| Legenda                   |
| ------------------------- |
| Grand Slam (0)            |
| Turnaj mistrů (0)         |
| ATP Tour Masters 1000 (0) |
| ATP Tour 500 (0)          |
| ATP Tour 250 (2–2)        |

| Stav      | č. | datum      | turnaj          | kategorie | povrch | spoluhráč             | soupeři ve finále                  | výsledek              |
| --------- | -- | ---------- | --------------- | --------- | ------ | --------------------- | ---------------------------------- | --------------------- |
| Vítěz     | 1. | leden 2017 | Čennaí, Indie   | ATP 250   | tvrdý  | Rohan Bopanna         | Purav Radža Divij Šaran            | 6–3, 6–4              |
| Finalista | 1. | září 2018  | Čcheng-tu, Čína | ATP 250   | tvrdý  | Austin Krajicek       | Ivan Dodig Mate Pavić              | 2–6, 4–6              |
| Finalista | 2. | leden 2023 | Puné, Indie     | ATP 250   | tvrdý  | Sriram Baladži        | Sander Gillé Joran Vliegen         | 4–6, 4–6              |
| Vítěz     | 2. | září 2024  | Chang-čou, Čína | ATP 250   | tvrdý  | Vidžaj Sundar Prašant | Hendrik Jebens Constantin Frantzen | 4–6, 7–6(7–5), [10–7] |

## Tituly na challengerech ATP

### Čtyřhra (12 titulů)
| Legenda          |
| ---------------- |
| Challengery (12) |

| Č.  | datum          | turnaj                  | okruh      | povrch    | spoluhráč           | poražení finalisté                           | výsledek              |
| --- | -------------- | ----------------------- | ---------- | --------- | ------------------- | -------------------------------------------- | --------------------- |
| 1.  | 28. února 2015 | Kalkata, Indie          | Challenger | tvrdý     | Somdev Devvarman    | James Duckworth Luke Saville                 | bez boje              |
| 2.  | 24. dubna 2016 | Nanking, Čína           | Challenger | antuka    | Saketh Myneni       | Denys Molčanov Oleksandr Nedověsov           | 6–3, 6–3              |
| 3.  | 6. května 2016 | Karši, Uzbekistán       | Challenger | tvrdý     | Enrique López-Pérez | Alexandre Metreveli Dmitrij Popko            | 6–1, 6–4              |
| 4.  | 7. května 2017 | Ostrava, Česko          | Challenger | antuka    | Franko Škugor       | Rameez Junaid Lukáš Rosol                    | 6–3, 6–2              |
| 5.  | únor 2018      | Dallas, Spojené státy   | Challenger | tvrdý (h) | Christopher Rungkat | Leander Paes Joe Salisbury                   | 6–4, 3–6, [10–7]      |
| 6.  | červen 2018    | Ilkley, Velká Británie  | Challenger | tráva     | Austin Krajicek     | Kevin Krawietz Andreas Mies                  | 6–3, 6–3              |
| 7.  | červenec 2018  | Winnetka, Spojené státy | Challenger | tvrdý     | Austin Krajicek     | Roberto Maytín Christopher Rungkat           | 6–7(4–7), 6–4, [10–5] |
| 8.  | říjen 2018     | Monterrey, Mexiko       | Challenger | tvrdý     | Marcelo Arévalo     | Leander Paes Miguel Ángel Reyes-Varela       | 6–1, 6–4              |
| 9.  | říjen 2021     | Lisabon, Portugalsko    | Challenger | antuka    | Purav Radža         | Nuno Borges Francisco Cabral                 | 7–6(7–5), 6–3         |
| 10. | červen 2022    | Bratislava, Slovensko   | Challenger | antuka    | Sriram Baladži      | Vladyslav Manafov Oleg Prihodko              | 7–6(8–6), 6–4         |
| 11. | červen 2022    | Blois, Francie          | Challenger | antuka    | Sriram Baladži      | Romain Arneodo Jonathan Eysseric             | 6–4, 6–7(3–7), [10–7] |
| 12. | duben 2024     | Cuernavaca, Mexiko      | Challenger | tvrdý     | Ardžun Kadhe        | Piotr Matuszewski Matthew Christopher Romios | 7–6(7–5), 6–4         |